# 単位正方形

ユークリッド空間における単位正方形

数学における単位正方形（たんいせいほうけい、英: unit square）は一辺の長さが 1 の正方形を言う。しばしば一意な ("the") 単位正方形として、四つの頂点が (0, 0), (1, 0), (0, 1), (1, 1) で与えられるものを指す。

## 直交座標系
座標 (x, y) を持つ直交座標系（xy-平面）における（一意な）単位正方形は、x-座標と y-座標がともに単位閉区間 [0, 1] に属するような点全体の成す正方形として定義される。
つまり，単位閉区間を I と書けば、単位正方形は直積集合 I × I に等しい。

## 複素座標系
単位正方形は、複素数平面（複素数全体の成す位相空間）の部分集合としても考えられる。この観点では、（一意な）単位正方形は四つの複素数 0, 1, i, 1 + i を四頂点に持つものを言う。

## 全有理距離点問題
| 単位正方形の全ての頂点からの距離が有理数となるような点は平面上に存在するか？ |

単位正方形の四つすべての頂点から有理距離となるような座標平面上の点が存在するかどうかは知られていない 。ただし、そのような点がもとの正方形の辺上に存在しないことは既知である。